# Брион (Јон)
Брион (фр. Brion) насеље је и општина у источном делу централне Француске у региону Бургоња, у департману Јон која припада префектури Осер.
По подацима из 2011. године у општини је живело 599 становника, а густина насељености је износила 36,3 становника/km². Општина се простире на површини од 16,50 km². Налази се на средњој надморској висини од 120 метара (максималној 249 m, а минималној 94 m).

## Демографија
| 1962. | 1968. | 1975. | 1982. | 1990. | 1999. | 2011. |
| ----- | ----- | ----- | ----- | ----- | ----- | ----- |
| 316   | 360   | 421   | 499   | 533   | 600   | 599   |

График промене броја становника у току последњих година